# Маккей, Джон Генри
Джон Генри Маккей (англ. John Henry Mackay; 6 февраля 1864, Гринок, Ренфрушир — 16 мая 1933 или 21 мая 1933, Берлин) — немецкий писатель шотландского происхождения, анархо-индивидуалист.

## Молодые годы
Родился в Шотландии, но после смерти отца с двухлетнего возраста жил и воспитывался в Германии. В начале своего жизненного пути он занимался книжной торговлей, слушал университетские курсы, затем увлекся литературным творчеством.

## Литературное творчество
Всегда оклеветанная, проклинаемая, никогда не понимаемая,
Ты являешься свирепым ужасом нашего времени.
«Ты — разрушение всякого порядка»,— кричит толпа,
«Война и безудержная злоба убийств».
Пусть они кричат. Тем, кто никогда не стремился
Найти истину, скрывающуюся за словом,
Тем не дано понять его истинное значение.
Они останутся слепыми среди слепых.
Но ты, о слово, такое ясное, такое сильное и чистое,
Ты провозглашаешь все, что я поставил себе целью.
Я отдаю тебя будущему! Ты будешь жить,
Когда каждый пробудится в самом себе.
Придет ли это при свете солнца или под свист бури,
Я не могу сказать, но земля это увидит.
Я — анархист! Поэтому я не стану
Управлять, но не желаю и быть управляемым.
В 1885 г. он публикует свой первый цикл стихов «Песни гор», посвященный оставленной им в детстве Шотландии. Известность молодому поэту принесли сборники стихов «Arma parata fero» (1886) и «Буря» (1888). Между тем произведения Маккея уже в то время отличали анархические бунтарские настроения. «Arma parata fero» был даже запрещен в Германии на основании закона против социалистов, а после выхода в свет «Бури» Маккея стали называть «Певцом анархии». В то время он много путешествовал по Европе и Америке, подолгу проживая в Швейцарии, Великобритании, Италии, Франции и Португалии и во время одного из путешествий познакомился с немецкой писательницей Габриэль Рейтер.

### Роман «Анархисты»
Роман «Анархисты» впервые был издан в 1891 году в Цюрихе, книга выдержала десятки изданий на английском, французском, голландском, немецком, чешском и других языках. Только на русском роман издавался не менее шести раз, не считая отдельных отрывков, выходивших в разное время. Роман повествует об анархистском движении конца XIX в. Политические взгляды Маккея подробно излагаются в книге от лица главного героя Карара Обана.
Вскоре выходят повести Маккея «Люди брака» (1892) и «Последний долг» (1893).

### Позднее творчество
В начале XX в. в своем творчестве он обращается к проблеме свободы отношений для сексуальных меньшинств. Под псевдонимом «Сагитта» Маккей пишет серию новелл «Книги безымянной любви» (1905—1913), фантастический рассказ «Голландия» (1924), роман «Наемный мальчик» (1926), в которых пропагандирует свободу гомосексуальных отношений между взрослыми мужчинами и подростками. Эти произведения были запрещены в кайзеровской Германии, а затем и в Веймарской республике. В 1920 г. выходит роман «Искатель свободы», посвящённый Бенджамину Такеру.

## Политическая деятельность
С 1890 г. Маккей считался ведущим представителем анархо-индвидуалистического течения в Германии, он издавал «Листки индивидуалистического анархизма», а с 1905 г. — серию книг «Пропаганда индивидуалистического анархизма». В то время одним из его последователей был философ Рудольф Штайнер, отошедший впоследствии от анархизма и ставший основоположником антропософии.

### Взгляды
Маккей был сторонником идей анархо-индивидуалиста Бенджамина Такера. Ему Маккей посвятил два своих наиболее известных романа: «Анархисты» и «Искатель свободы».
Идеал политического устройства по Маккею — безгосударственное общество мелких частных собственников, строящих отношения на основе свободного договора и свободных союзов. Так, борьба с преступностью ставится в зависимость от организации самообороны, либо найма охраны. В основе экономических отношений анархического общества, считал Маккей, будут лежать принципы рыночной экономики («свободный и ничем не стесняемый обмен ценностей внутри и вовне»), предполагающий свободную, неограниченную конкуренцию и право частной собственности, основанное на захвате и личном труде индивидуума. Пропагандировал он и идеи П.-Ж Прудона об организации свободного кредита, заимствовал его проект свободного банка. Ведя речь о средствах и методах борьбы за анархическое общество, Маккей решительно отрицал насилие, противопоставляя ему методы пассивного сопротивления (отказ граждан от выплаты налогов и работы на органы власти) и пропаганды словом.

## Маккей и Штирнер
В 1888 году, занимаясь исследовательскими работами в Британском музее в Лондоне, Маккей натолкнулся на упоминание произведения Макса Штирнера «Единственный и Его собственность», которое в то время было прочно забыто в Европе. Спустя год ему удалось познакомиться с самим произведением, которое произвело на него огромное впечатление.
Нечего и говорить о том огромном, ни с чем не сравнимом впечатлении, какое произвела эта книга на меня в ту пору и производила впоследствии всякий раз, как я за неё брался. Достаточно сказать, что, вычитав из справочных словарей скудные и явно неточные сведения о жизни автора и нигде не находя более верных и полных данных, а встречая лишь кое-где короткие и мимолетные упоминания о нем, я принял твердое решение посвятить часть своей жизни исследованию этой очевидно совершенно забытой личности
— Джон Генри Маккей, «Макс Штирнер, его жизнь и деятельность»
В 1889 г. Маккей через европейские газеты опубликовал своё воззвание, в котором обращался ко всем, «кто помнит о впечатлении, вызванном в своё время появлением сочинения „Единственный и Его собственность“ и находился в каком-либо, близком или отдаленном, соприкосновении с Максом Штирнером», с просьбой поделиться воспоминаниями и сведениями о Штирнере и его личности. Получив отзывы, Маккей отыскал дом, в котором Штирнер прожил последние годы своей жизни, и его могилу, которой угрожало полное уничтожение.
В 1892 г., приехав в Берлин, Маккей при содействии Ганса фон Бюлова, лично знавшего Штирнера и бывшего поклонником его произведения, установил памятную доску на доме № 19 на Филипштрассе и надгробную плиту на могиле Штирнера. Попутно он продолжал собирать материалы о жизни философа. Через некоторое время Маккею удалось разыскать в Лондоне вдову Штирнера, Марию Денгардт, обратившуюся к тому времени в католичество и отнёсшуюся к намерениям Маккея достаточно прохладно. Однако, в переписке она всё-таки ответила на некоторые вопросы и сообщила отдельные факты из биографии Штирнера.
В 1898 г. книга «Макс Штирнер, его жизнь и деятельность» была издана. Как и роман «Анархисты», он также выдержал большое число переизданий, два из них — в России.
Почти непроницаемый покров, скрывавший от нас жизнь Макса Штирнера, все еще не упал,— и мы должны навсегда отказаться от надежды увидеть его образ при полном дневном освещении, как живой.

Но покров этот, все-таки, стал более прозрачным, и этот образ представляется нам теперь уже не столь чуждым, как прежде; бывают минуты, когда нам кажется, что мы подошли к нему совсемъ близко: мы слышим Штирнера говорящим в его сочинении
— Джон Генри Маккей, «Макс Штирнер, его жизнь и деятельность»

### Фонд Маккея в РГАСПИ
Материалы о Штирнере, которые Джон Генри Маккей собирал многие годы, в настоящее время находятся в Российском государственном архиве социально-политической истории (РГАСПИ).
В середине 1920-х годов Маккей находился в тяжелом материальном положении, и в 1925 г. его материалы о работе над биографией Штирнера по инициативе Д. Б. Рязанова, директора Института К. Маркса и Ф. Энгельса, был куплен за четыре тысячи франков, а в июне 1925 г. поступил в архив Института.
В РГАСПИ есть специальный архивный фонд Маккея.

## Основные произведения
- 1885 — «Песни гор»
- 1886 — «Arma parata fero»
- 1888 — «Буря»
- 1891 — «Анархисты»
- 1892 — «Люди брака»
- 1893 — «Последний долг»
- 1898 — «Макс Штирнер, его жизнь и деятельность»
- 1905—1913 — «Книги безымянной любви»
- 1920 — «Искатель свободы»
- 1924 — «Голландия»
- 1926 — «Наемный мальчик»